# Zabrzezie
Zabrzezie (prononciation [zaˈbʐɛʑɛ]) est un village de la gmina de Rząśnia, du powiat de Pajęczno, dans la voïvodie de Łódź, situé dans le centre de la Pologne.
Il se situe à environ 7 kilomètres à l'est de Rząśnia (siège de la gmina), 14 kilomètres au nord-est de Pajęczno (siège du powiat) et 66 kilomètres au sud de Łódź (capitale de la voïvodie).

## Administration
De 1975 à 1998, le village était attaché administrativement à l'ancienne voïvodie de Piotrków.

Depuis 1999, il fait partie de la nouvelle voïvodie de Łódź.